# Vella bourgaeana
Vella bourgaeana är en korsblommig växtart som först beskrevs av Ernest Saint-Charles Cosson, och fick sitt nu gällande namn av S.I. Warwick och Al-shehbaz. Vella bourgaeana ingår i släktet Vella och familjen korsblommiga växter. Inga underarter finns listade i Catalogue of Life.